# گهواره‌های دریایی پیرپوست

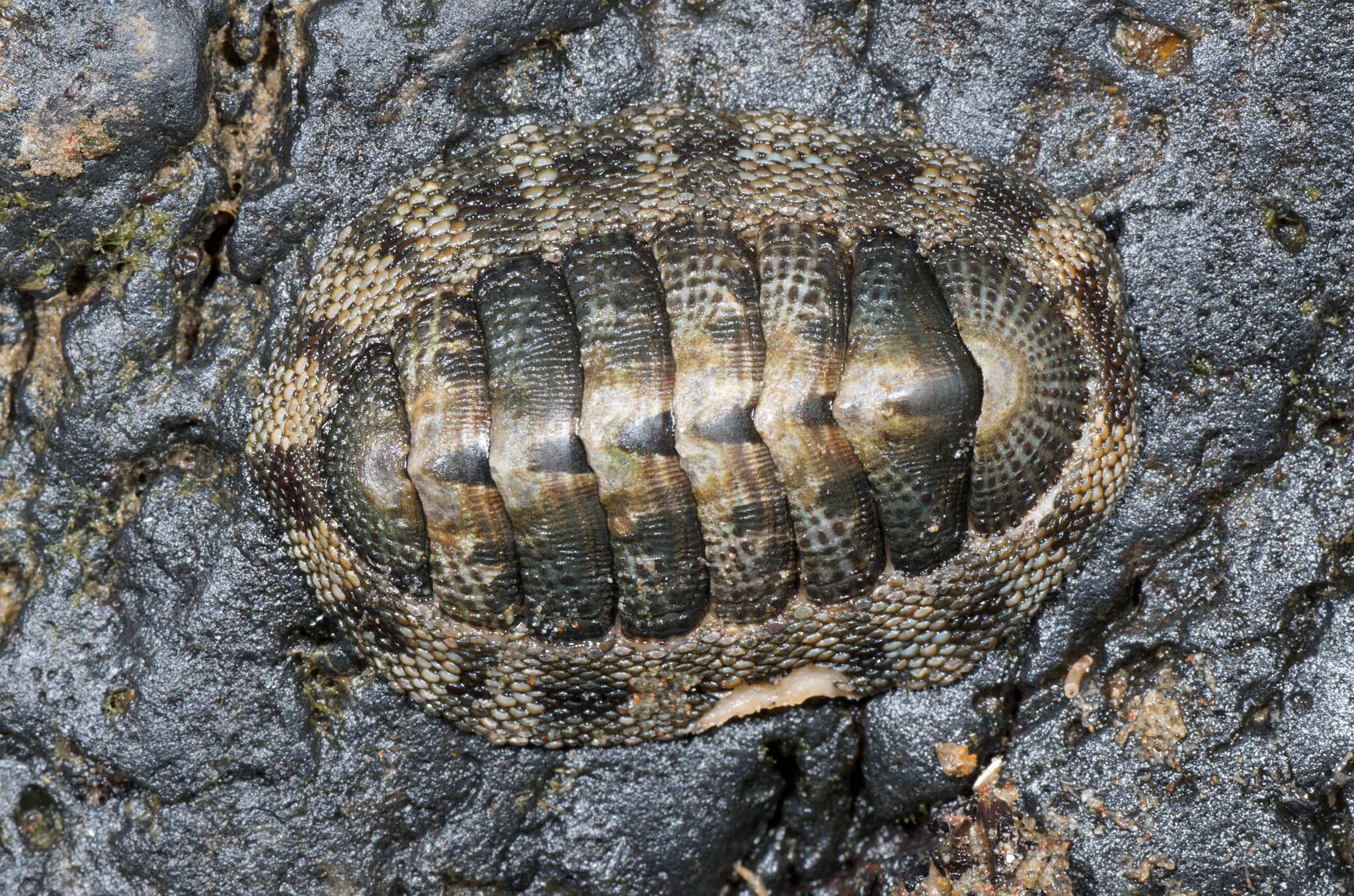
Sypharochiton pelliserpentis

گهواره‌های دریایی پیرپوست (نام علمی: Sypharochiton) نام یک سرده از رده گهواره دریایی است.